# 前路乡
前路乡，是中华人民共和国浙江省丽水市缙云县下辖的一个乡镇级行政单位。

## 行政区划
前路乡下辖以下地区：
白茅村、水口村、南弄村、大集村、姓叶村和前路村。